# Hexatoma sumatrensis
Hexatoma sumatrensis är en tvåvingeart som först beskrevs av Pierre Justin Marie Macquart 1850.
Hexatoma sumatrensis ingår i släktet Hexatoma och familjen småharkrankar. Inga underarter finns listade i Catalogue of Life.